# Friedrich Cerha
Friedrich Cerha (Viena, 17 de fevereiro de 1926 – Viena, 14 de fevereiro de 2023) foi um compositor e maestro austríaco.
Cerha recebeu sua formação na Academia Vienense de Música em (violino, composição) pela Universidade de Viena (música ciências, cultura e língua alemã). Em 1958, juntamente com Kurt Schwertsik, criou o conjunto "die Reihe", que foi um importante instrumento para a propagação da música contemporânea, na Áustria. Ganhou uma reputação como intérprete das obras de Alban Berg, Arnold Schoenberg e Anton Webern, sua afinidade com as obras da segunda escola vienense culminou no acabamento da realização da ópera "Lulu", de Alban Berg, (estreada por Pierre Boulez, em Paris, 1979). 